# Joe Wilder
Pour les articles homonymes, voir Wilder.
Joseph Benjamin Wilder dit Joe Wilder, né le 22 février 1922 à Colwyn en Pennsylvanie et mort à New York le 9 mai 2014 à l'âge de 92 ans, est un trompettiste, chef d'orchestre et compositeur de jazz américain.

## Biographie

### Débuts à Philadephie
Natif de Colwyn, il est le fils d'une famille de musiciens. Son père, Curtis, était bassiste et chef d'orchestre au sein d'une formation musicale. Son frère aîné, Curtis Jr., est également bassiste. Il grandit à Philadelphie. D'abord attiré par le trombone, les résultats sont jugés peu concluants par son père qui l'invite à s'essayer au cornet. Joe commence à jouer dans Bits of Rhythm, l'orchestre de son père. En raison de ses progrès rapides, il fait des apparitions dans un show radiophonique local, Parisian Tailors' Colored Kiddies of the Air où il fait la rencontre de Louis Armstrong. Élève au sein de la Mastbaum School de Philadelphie, il envisage un temps de démarrer une carrière classique avant de renoncer.
Devenu musicien itinérant, il quitte sa famille en 1941 pour intégrer Les Hite. Il est alors reconnu comme un trompettiste talentueux et rejoint une autre formation musicale, dirigée par Lionel Hampton et Jimmie Lunceford.
Lorsque les États-unis interviennent en Europe lors de la Seconde Guerre mondiale, Joe Wilder fait partie de la première vague d'unités de marines afro-américains où il sert pendant trois ans.
Rentré en Amérique, il travaille dans le big band de bebop de Dizzy Gillespie, puis avec d'autres chefs d'orchestre de renommée internationale, dont Erskine Hawkins et Lucky Millinder.

### Carrière à Broadway
La disparition des big bands pousse Joe Wilder à réorienter sa carrière musicale en se produisant lors de spectacles musicaux de la scène new-yorkaise. Il parvient à se faire une place dans un milieu très concurrentiel, jouant dans des productions à succès, dont la comédie musicale Guys and Dolls, mais aussi Silk Stockings de Cole Porter.
Surmontant les barrières et les préjugés raciaux contre lesquels il ne cesse de lutter depuis l'enfance et ses débuts dans la musique, il exerce ses talents de trompettiste avec un professionnalisme qui lui vaut la reconnaissance. Il enregistre plusieurs albums en tant que soliste : Wilder 'n Wilder pour le label Savoy en 1956 et Jazz From "Peter Gunn" et The Pretty Sound of Joe Wilder pour Columbia en 1959. Ainsi, il est contacté à plusieurs reprises entre 1957 et 1974 par les studios d'enregistrement d'ABC, à la recherche de musiciens. Il participe à de nombreuses représentations comme sideman aux côtés de Hank Jones, Gil Evans, Tadd Dameron, Michel Legrand et Benny Goodman. Certains chanteurs comme Billie Holiday, Lena Horne et Harry Belafonte ont fait maintes fois appel à ses services.

### Trompettiste classique
Dans son enfance, Joe Wilder est conscient des difficultés que pouvaient rencontrer un musicien noir dans les années 1930. Plus tard, il décide de se former pour réaliser son rêve de devenir trompettiste classique. Inscrit à l'École de musique de Manhattan, il en sort diplômé en 1953 et intègre l'Orchestre philharmonique de New York où il joue sous la direction d'Andre Kostelanetz et de Pierre Boulez. Il joue aussi avec l'Orchestre Philharmonique du Nouveau Monde.
Tout au long des années 1970 et 1980, il poursuit sur sa lancée, enregistrant ses premiers albums en tant que leader de groupe dans les années 1990 : Alone With Just My Dreams et No Greater Love for Evening Star. En 1986, il fait une apparition dans un épisode du Cosby Show (Play It Again, Russell).
Joe Wilder est honoré par le National Endowment for the Arts en 2008.
Il meurt le 9 mai 2014 à New York d'une insuffisance cardiaque congestive. Il était âgé de 92 ans.

## Discographie comme leader
- 1956 : Wilder N' Wilder
- 1956 : Softly With Feeling
- 1959 : The Pretty Sound of Joe Wilder
- 1959 : Jazz from "Peter Gunn
- 1991 : Alone With Just My Dreams
- 1993 : No Greater Love
- 2003 : Among Friends